# Элвин (король Стратклайда)
Элвин (645—693) — король Алт Клуита (Стратклайда) в 658—693 годах.
Элвин был сыном Эугейна Алт Клуитского и наследовал в 658 году своему дяде Гурету. «Анналы Тигернаха» сообщают, что в 678 году в сражении при Тириу бритты победили скоттов из клана Кенел Лоарн во главе с Ферхаром Фотой. Элвин являлся наиболее реальным кандидатом на роль предводителя победителей.